# Zurich Grand Prix
Lo Zurich Grand Prix è stato un torneo di tennis facente parte del Grand Prix giocato nel 1977 a Zurigo in Svizzera su campi in cemento.

## Albo d'oro

### Singolare
| Anno | Vincitore   | Finalista          | Punteggio |
| ---- | ----------- | ------------------ | --------- |
| 1977 | Jan Norback | Jacek Niedzwiedzki | 7–5, 6–2  |

### Doppio
| Anno | Vincitori                  | Finalisti                                | Punteggio |
| ---- | -------------------------- | ---------------------------------------- | --------- |
| 1977 | Niki Pilic Reinhart Probst | Patrice Hagelauer Édouard Roger-Vasselin | 6–3, 6–1  |